# کیولین ژانگ

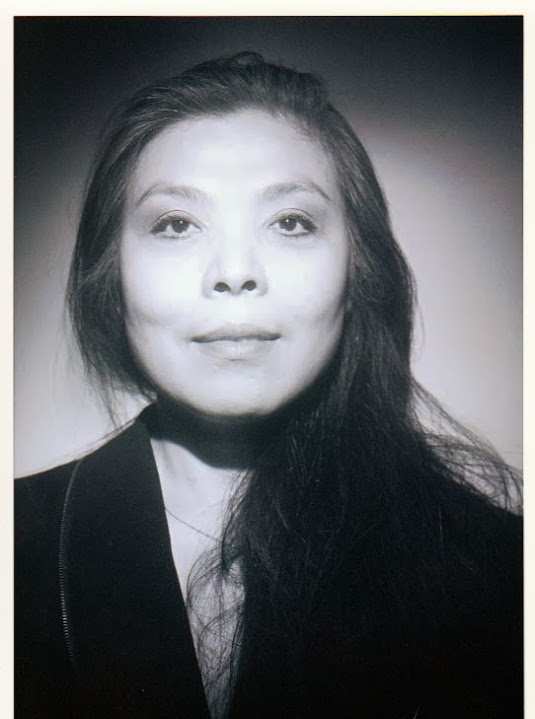

کیولین ژانگ (یا کیو لین ژانگ) یک اپرای کنترالتو با تبار چینی است. ژانگ در سال ۱۹۶۴ در خانواده ای از خوانندگان سنتی اپرای چینی متولد شد. پدرش خواننده اپرای محلی و نمایشنامه نویس بود. ژانگ برنده جایزه بزرگ مسابقه بین‌المللی مارماند در سال ۱۹۹۵ و برنده جایزه استادان آواز فرانسوی در پاریس همان سال است. او به‌طور منظم در خانه‌های اپرای اروپایی مانند تئاتر تولوز، اپرا باستیل در پاریس، اپرای دوبلین و سایرین در لندن، آمستردام و مادرید ظاهر می‌شود. او که به‌خاطر بازی‌هایش در اپراهای واگنر شناخته می‌شود، در سال ۲۰۱۰ در اولین اجرای کامل حلقه نیبلونگ در اپرای پاریس پس از ۵۳ سال خواند.